# Los Caños de Meca
Los Caños de Meca är en ort i Spanien.   Den ligger i provinsen Provincia de Cádiz och regionen Andalusien, i den södra delen av landet, 500 km söder om huvudstaden Madrid. Los Caños de Meca ligger 22 meter över havet och antalet invånare är 294.
Terrängen runt Los Caños de Meca är kuperad åt nordost, men åt nordväst är den platt. Havet är nära Los Caños de Meca åt sydväst.  Närmaste större samhälle är Vejer de la Frontera, 7,4 km nordost om Los Caños de Meca. 